# Куманченко Поліна Володимирівна
Куманченко Поліна Володимирівна (8 (21) жовтня 1910, Музиківка — 2 лютого 1992, Київ) — українська акторка. Народна артистка СРСР (1960). Лауреат Державної премії України імені Т. Г. Шевченка (1971).

## Життєпис
Народилась 8 (21 жовтня) 1910 року в селі Музиківці (нині Білозерського району Херсонської області) в родині залізничника. У 1929 році закінчила студію при Миколаївському російському драматичному театрі. 
Протягом 1929–1931 років працювала в Миколаївському робітничо-селянському пересувному театрі, у 1932–1937  роках — в Харківському ТРОМі, у 1937–1961 роках — на сцені Харківського академічного українського драматичного театру імені Тараса Шевченка. 
З 1961 року — у Київському українському драматичному театрі імені І. Франка.
Обиралась депутатом Верховної Ради Української РСР IV скликання (1955–1959 роки).
Чоловік — актор Михайло Покотило (1906—1971). 

Могила Поліни Куманченко

Померла в Києві 2 лютого 1992 року. Похована на Байковому кладовищі (ділянка № 52) разом з примою Київського Молодого театру Луїзою Філімоновою (1938—2008) — племінницею чоловіка Поліни Куманченко, яка була для неї замість доньки (своїх дітей у Куманченко не було).

## Творчість
Ролі в театрі: Харитина («Наймичка» Карпенка-Карого), Галина Романівна («Пам'ять серця» Корнійчука), Єлизавета («Ярослав Мудрий» Кочерги), Вірочка («Жартівники» О. Островського), Настя («Третя патетична» Погодіна), Маріне («Маріне» Бараташвілі), Сільвета («Романтики» Е. Ростана) та інші.
Вибрана фільмографія
- «Киянка» (1958, 2 с, Горпина),
- «Це було навесні» (1960, Явдоха Павлівна),
- «Спадкоємці» (1960, Горпина),
- «Літак відлітає о 9-й» (1960, тьотя Паня),
- «Кров людська — не водиця» (1960, Марія Бондар),
- «Дмитро Горицвіт» (1961, Марія),
- «З днем народження» (1962, мати),
- «Сейм виходить з берегів»
- «Сувора гра» (1964, мати),
- «Люди не все знають» (1964, Марія),
- «Чому посміхалися зорі» (1966),
- «На Київському напрямку» (1967, Настя Прокопівна),
- «Старт» (1967, телефільм, Захарівна),
- «Рим, 17...» (1972, Надія Іванівна),
- «Лаври» (1972) та інших.

## Відзнаки
Народна артистка СРСР (з 1960 року). Лауреат Державної премії України імені Т. Г. Шевченка (за 1971 рік).
Нагороджена орденами Трудового Червоного Прапора, Дружби народів.